# Стегомастодоны
Стегомастодо́ны — род вымерших хоботных из семейства гомфотериевых. Обитали в Северной и Южной Америке.

## Описание
По внешнему виду стегомастодоны походили на современных слонов, но были плотнее сложены. Достигали 2,8 метров в высоту; вес оценивается приблизительно в 6 тонн. В отличие от большинства современных им хоботных, обладали только двумя бивнями, загибавшимися вверх и достигавшими 3,5 метров в длину. Вес мозга — около 5 кг.
Коренные зубы стегомастодонов были покрыты эмалью и имели развитую систему гребней и выступов, образовывавших большую жевательную поверхность для перетирания растительного корма.
Первоначально, в позднем плиоцене, стегомастодоны обитали в Северной Америке, но позже заселили и Южную (в результате «великого межамериканского обмена»). Вымерли в конце плейстоцена, 12 000 лет назад, дожив до прихода первых людей на Американский континент. Охота древних людей, предположительно, стала основной причиной вымирания, так как рацион стегомастодонов включал различные растения, они могли обитать как в засушливых, так и во влажных климатических зонах, то есть были устойчивы к изменениям климата и растительности.
Наиболее поздние ископаемые остатки стегомастодона, найденные в аргентинской пампе, датируются возрастом 10 700 лет назад. Согласно последним исследованиям, стегомастодоны являлись североамериканским видом, в Южной Америке обитал близкородственный вид — Notiomastodon, эволюционировавший из Cuvieronius.